# Allium ekimianum
Allium ekimianum — вид трав'янистих рослин родини амарилісові (Amaryllidaceae), ендемік Туреччини.

## Опис
Цибулина яйцювата, 0.7–1.2 × 1-1.5 см; зовнішні оболонки перетинчасті, коричнюваті, розпадаються на паралельні волокна, внутрішні оболонки білі; цибулинки відсутні. Стебло 15–35 см, вигнуте, часто пурпурове знизу. Листків 2–3, лінійні, шириною 1–2 мм, плоскі, коротші від стебла. Зонтик від кулястого до субкулястого, діаметром 1.5–3 см, 20–60-квітковий. Оцвітина яйцювата, дзвінчаста. Листочки оцвітини пурпурові, блідо-рожеві, зовнішні 5 × ≈ 3.5 мм, внутрішні ≈ 4 × 2 мм. Пиляк 1 мм, жовтий. Зав'язь ≈ 2–3 × 1.5–2 мм, яйцювата, гладка. Коробочка 4 × 3.5 мм, яйцювата. Насіння 3 × 1.5 мм, чорне.

## Поширення
Ендемік Туреччини.
Поширення обмежене провінцією Елаж із Східної Анатолії, де вид росте у степу між 1100—1200 м висоти.

## Етимологія
Вид названий на честь видатного турецького ботаніка професора доктора Туни Екіма (англ. Prof. Dr.  Tuna  Ekim), який присвятив своє життя турецькій флорі.